# Meterana tartaraea
Meterana tartaraea är en fjärilsart som beskrevs av Butler 1877. Meterana tartaraea ingår i släktet Meterana och familjen nattflyn. Inga underarter finns listade i Catalogue of Life.